# Latinamerika
Latinamerika sigter etymologisk til de dele af det amerikanske dobbeltkontinent, hvor der tales romanske sprog som fransk, spansk og portugisisk. Men normalt anvendes betegnelsen snævrere om de lande, hvor de officielle sprog er spansk og portugisisk – og hvor en stor del af indbyggerne identificerer sig som latinamerikanere eller latinos.
Man hører imidlertid ofte (misvisende) Latinamerika anvendt som samlende betegnelse for de amerikanske lande syd for USA. En række lande i Mellemamerika, Sydamerika og Caribien, har imidlertid fransk, engelsk eller hollandsk som de dominerende sprog. Desuden er det spansktalende Puerto Rico teknisk set en del af USA, ligesom store dele af USA af historiske årsager og i kraft af indvandring er præget af latinamerikansk kultur.
Betegnelsen Latinamerika anvendtes første gang af Napoleon III under den franske besættelse af Mexico (1862-1867). Franskmændene håbede at betegnelsen ville styrke Ærkehertug Maximilian i hans bestræbelser på at blive kejser af Mexico. I dette lys er det en historisk ironi, at betegnelsen i dag ekskluderer de fransktalende områder.

## Latinamerikanske lande
Nordamerika
- Mexico

Caribiske Hav
- Cuba
- Den Dominikanske Republik
- Haiti
- Puerto Rico (ikke uafhængigt, hører under USA)

Mellemamerika
- Costa Rica
- El Salvador
- Guatemala
- Honduras
- Nicaragua
- Panama

Sydamerika
- Argentina
- Bolivia
- Brasilien
- Chile
- Colombia
- Ecuador
- Paraguay
- Peru
- Uruguay
- Venezuela